# Dylan Moran
Dylan William Moran (ur. 3 listopada 1971 w Navan) – irlandzki komik, aktor i scenarzysta, pracujący zarówno w swojej ojczyźnie, jak i w Wielkiej Brytanii. Występował jako odtwórca roli głównej w serialu Księgarnia Black Books, którego był także współscenarzystą.
Pochodzi z irlandzkiego hrabstwa Meath. Edukację zakończył na szkole średniej, po której przez cztery lata pozostawał bez stałego zajęcia, dorywczo pracując m.in. w kwiaciarni. W 1992 zadebiutował na dublińskiej scenie standupowej. W latach 1993 oraz 1996 zdobywał ważne nagrody na festiwalu w Edynburgu, uważanym za najważniejszą imprezę w środowisku brytyjskiej komedii estradowej. W 1995 został zaproszony przez redakcję The Irish Times do pisania felietonów dla tego dziennika. Współpraca ta trwała trzy kolejne lata. W 1997 odbył pierwszą dużą trasę po Wielkiej Brytanii. 
W 1998 zdobył pierwszą poważną rolę telewizyjną, w realizowanym dla BBC Two sitcomie How Do You Want Me? Rok później po raz pierwszy wystąpił w filmie, grając epizodyczną rolę w Notting Hill. Przełom w jego karierze nastąpił w roku 2000, kiedy na antenie Channel 4 zadebiutowała Księgarnia Black Books, serial wymyślony i napisany przez Morana oraz innego Irlandczyka, Grahama Linehana. Moran występował w nim także jako aktor, wcielając się w kluczową dla fabuły postać Bernarda Blacka, neurotycznego Irlandczyka o generalnie bardzo nieprzyjaznym stosunku do innych ludzi, prowadzącego w Londynie tytułową księgarnię. W latach 2001 i 2005 Moran i Linehan zostali dwukrotnie wyróżnieni Nagrodą Telewizyjną BAFTA za najlepszy scenariusz komedii sytuacyjnej. 
W 2004 miał swoją premierę jego kolejny program estradowy, z którym występował także poza Wyspami Brytyjskimi – we Włoszech i USA. Kolejne dwie trasy odbył w latach 2005 i 2008, na rok 2011 została zaś zaplanowana jeszcze jedna. Owocem każdej z nich było także wydanie jego występów na DVD. W przeprowadzonym przez Channel 4 plebiscycie znalazł się w gronie 15 najwybitniejszych komików w historii brytyjskiego stand-upu. 
Równolegle rozwijał także karierę kinową, występując w filmach The Actors (2003), Wysyp żywych trupów (2004), Tristram Shandy: Wielka ściema (2005), Tell It to the Fishes (2006), Run Fatboy Run (2007) oraz A Film with Me in It (2008).
Od 1997 jest żonaty z Elaine. Mają dwoje dzieci.

## Nagrody
- Nagroda BAFTA
  - 2001: Najlepszy scenariusz komedii sytuacyjnej (za Księgarnię Black Books, wspólnie z Grahamem Linehanem)
  - 2005: Najlepszy scenariusz komedii sytuacyjnej (za Księgarnię Black Books, wspólnie z Grahamem Linehanem)